# Wycker Grachtstraat
De Wycker Grachtstraat (Maastrichts: Wieker Grachstraot) is een straat in het stadsdeel Wyck, in het centrum van de Nederlandse stad Maastricht. De straat vindt zijn oorsprong in een steeg, die in de veertiende eeuw werd aangelegd op een gedempte gracht. Later lagen hier enkele huizen, een klooster en tuinen. Tegenwoordig is het een rustige woonstraat met een gevarieerde bebouwing. De straat telt 9 rijksmonumenten en 23 gemeentelijke monumenten.

## Naamgeving, ligging, verkeer en inrichting
De straatnaam Wycker Grachtstraat is pas in 1968 officieel vastgesteld en verwijst naar de gracht, die hier in de tweede helft van de dertiende eeuw lag. De naam, meestal in het Frans en zonder het toevoegsel 'Wycker': Rue du Fossé, komt echter al op plattegronden uit de eerste helft van de negentiende eeuw voor en is waarschijnlijk veel ouder.
Er zijn meer straatnamen in Maastricht die verwijzen naar een voormalige gracht: het Wycker Grachtje was mogelijk de zuidelijke voortzetting van de gracht, waarnaar ook Wycker Grachtstraat is genoemd. Op de linker Maasoever zijn de Grote en Kleine Gracht aangelegd op gedempte stadsgrachten. Bij Maastrichter Grachtstraat en Lang en Klein Grachtje is dat minder zeker; bij Looiersgracht met zekerheid niet.
De Wycker Grachtstraat ligt in het stadsdeel Wyck op de rechter Maasoever van het Maastrichtse centrum. De straat loopt min of meer van noord naar zuid tussen Sint Maartenslaan en Hoogbrugstraat, alwaar ze zich in zuidelijke richting voortzet als Ruiterij. Er zijn drie zijstraten, van noord naar zuid: Wycker Brugstraat, Kattenstraat (alleen aan de westzijde) en Bourgognestraat (alleen aan de oostzijde). Verder is er een voetgangerspassage naar het Bourgogneplein, waarvan de ingang gevormd wordt door een poort naast het pand Wycker Grachtstraat 35. De straat is ongeveer 350 m lang en varieert in breedte van circa 9 tot 11 m.
In de gehele straat geldt eenrichtingsverkeer van noord naar zuid. Door zijn ligging heeft de straat geen functie voor het doorgaand verkeer en rijden er geen lijnbussen. Parkeren is uitsluitend toegestaan in de aangegeven parkeervakken, tegen betaling (via parkeerautomaten). De straat is over de gehele lengte min of meer uniform ingericht, met één rijbaan (niet gescheiden en zonder fietsstroken), en met aan beide zijden trottoirs. Aan de westzijde van de rijweg bevinden zich parkeervakken (voor langsparkeren), hier en daar onderbroken door bredere stoepdelen, in- en uitritten, fietsenrekken en, nabij de Bourgognestraat, enkele bomen. Rijweg en parkeervakken zijn geplaveid met kasseien; de trottoirs met de voor de Maastrichtse binnenstad typerende, in een ruitvormig patroon gelegde, natuurstenen tegels. Op de hoek Wycker Grachtstraat/Sint Maartenslaan bevindt zich een klein plantsoen.

## Geschiedenis
De geschiedenis van het gebied rond de Wycker Grachtstraat loopt voor een deel parallel met de geschiedenis van de vesting Maastricht, met name die van de eerste stadsomwalling van Wyck. Na het dempen van de eerste gracht ontstond de Wycker Grachtstraat. Pas in de negentiende eeuw transformeerde deze achterafgelegen steeg in een woonstraat met ruimte voor bedrijfsactiviteiten.

### Voor 1800: stadsgracht en achterafstraat
De op de rechter Maasoever gelegen voorstad Wyck was altijd veel kleiner dan het stadsdeel op de linker Maasoever. De middeleeuwse stadsmuur van Wyck had een lengte van ca. 1500 m en telde twaalf muurtorens. In feite bestond Wyck uit twee hoofdstraten: de min of meer noord-zuid lopende Rechtstraat en de oost-west lopende Hoogbrugstraat. Volgens de Maastrichtse vestingdeskundige Louis Morreau was deze kleine woonkern waarschijnlijk al in de dertiende eeuw beschermd door een aarden wal met palissaden en een gracht. De wal en gracht verloren hun functie toen in de veertiende eeuw de Wycker stadsmuur werd gebouwd, ongeveer waar nu de Hoge en Lage Barakken liggen, waardoor het stadsdeel iets meer ruimte kreeg. De oude gracht werd gedempt en zo ontstond de Wycker Grachtstraat. Lange tijd was dit waarschijnlijk niet meer dan een achterafstraat met wat spaarzame bebouwing. Aan het noordeinde van de straat lag de (eerste) Sint-Maartenspoort, voor het eerst genoemd in 1353. In 1419 werd een nieuwe poort gebouwd in het verlengde van de Rechtstraat, maar de oude poort bleef nog enige tijd in gebruik. In 1534 was ze dichtgemetseld en woonde er de bontwerker Gilis van Heer. Omstreeks 1450 kwam de Sint-Maartensbuitenpoort tot stand, nodig vanwege de aanleg van een nieuwe, wijdere verdedigingswal.
Op de omstreeks 1575 getekende plattegrond van Maastricht in de stedenatlas Civitates orbis terrarum van Braun en Hogenberg zijn naast de hoofdstraten ook de secundaire straten Wycker Grachtstraat, Bourgognestraat en Hoge en Lage Barakken te herkennen, allemaal met aaneengesloten bebouwing. Mogelijk heeft de kaarttekenaar zijn fantasie de vrije loop gegeven, want het is bekend dat in later eeuwen de bebouwing hier spaarzaam was. Anderzijds kan het niet worden uitgesloten dat de kaart van Braun en Hogenberg accuraat is en de werkelijke situatie in die tijd weergeeft. Misschien werd de bebouwing na 1575 afgebroken, om veiligheidsredenen, of als gevolg van ontvolking. De meeste zeventiende-eeuwse plattegronden geven hetzelfde beeld, maar zijn waarschijnlijk gekopieerd naar de eerdergenoemde kaart, met slechts wijzigingen in de vestingwerken. Waarschijnlijk bestond het gebied oostelijk van de Rechtstraat toen grotendeels uit tuinen en boomgaarden.

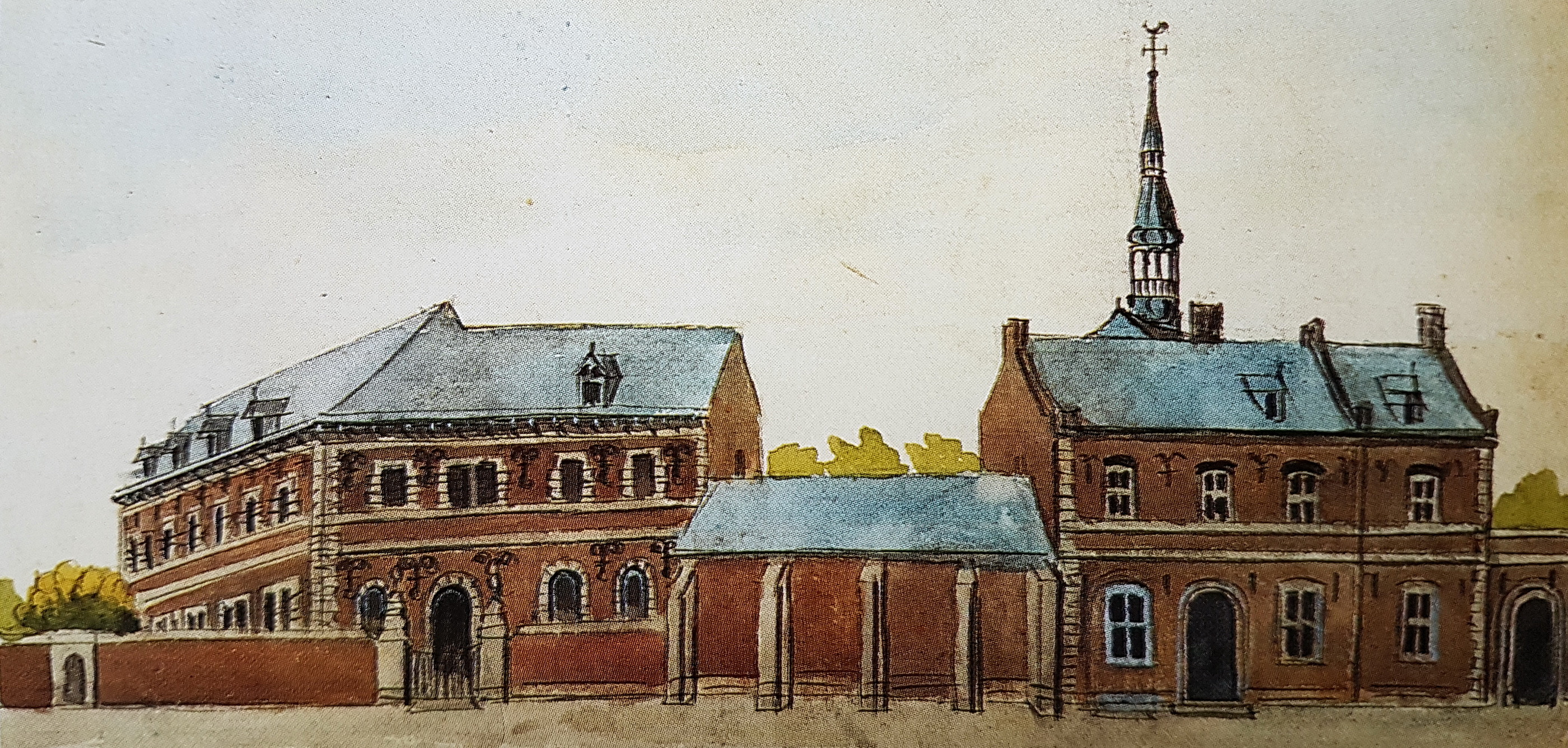
19e-eeuwse reconstructie van het Annunciatenklooster door Philippe van Gulpen

De vestiging van het Annunciatenklooster in 1615 in het gebied tussen Wycker Grachtstraat en Lage Barakken is een aanwijzing dat er op dat moment weinig bewoning in het gebied was. De vestiging van nieuwe kloosters was vanaf de zestiende eeuw sterk aan banden gelegd en het stadsbestuur zou niet hebben toegestaan dat een heel woningblok werd gesloopt voor de bouw van een klooster. Bovendien verwierven de zusters het terrein waarop ze hun klooster bouwden van de jezuïeten, niet van particulieren. De vestiging werd gesponsord door de proost van het Sint-Servaaskapittel, Engelbert Boonen. In 1624 werd de kloosterkapel ingewijd. Deze bestond uit een boven- en benedenkapel, waarvan de bovenkapel voor de zusters gereserveerd was. Het is aannemelijk dat de benedenkapel toegankelijk was voor buurtbewoners en andere bezoekers, die er mogelijk de kopie van het genadebeeld van Onze-Lieve-Vrouw van Scherpenheuvel kwamen vereren. De zusters hielden zich, naast hun religieuze taken, bezig met het vlechten van stroproducten.
Op achttiende-eeuwse kaarten zijn de tuinen en het klooster duidelijk te herkennen. Met name de kaart van de Franse militair ingenieur Jean-Baptiste Larcher d'Aubencourt uit 1749, die ten grondslag lag aan de Franse maquette van Maastricht, is uiterst gedetailleerd. Ook op de Franse maquette zelf – en de tussen 1974 en 1977 vervaardigde kopie in het Centre Céramique – zijn het klooster, de verspreide woningen en de tuinen en boomgaarden goed te zien.
Na de inname van de stad door Kléber in 1794 was Maastricht twintig jaar lang een Franse stad. De anti-klerikale politiek van de Fransen betekende het einde van alle kloosters. Ook het Annunciatenklooster werd opgeheven en de zusters moesten het gebouw verlaten. De kloostergoederen vervielen aan de staat en werden verkocht aan de hoogstbiedende. De kloostergebouwen werden in 1798 gekocht door een zekere A. Mamin, een van oorsprong Franse protestant en gemeenteraadslid. Deze liet de kapel afbreken.

### Na 1800: bedrijven, scholen en woningbouw
In de loop van de negentiende eeuw onderging de straat een complete transformatie, eerst door de vestiging van bedrijven en scholen; aan het eind van de eeuw vooral door de bouw van woningen. Op de kadasterkaart van circa 1823 zijn alle percelen aan de Wycker Grachtstraat nauwkeurig ingetekend. De straat was ongeveer even breed als nu en deels nog onbebouwd. In 1842 waren, eveneens volgens de gegevens van het kadaster, de meeste terreinen aan de oostzijde van de straat, evenals enkele percelen aan de westzijde, in bezit van de rentenier Hubert de la Haye uit de Rechtstraat. In het zuidelijk deel van de straat waren enkele bedrijfjes gevestigd. Aan de oostzijde lag de stokerij (van brandewijn?) van brouwer Jan Dolmans uit de Hoogbrugstraat. Zijn buurvrouw Elisabeth van Niel dreef hier een fruithandel. Aan de overkant lag het bedrijfsterrein van de erven Rouffaer, dat kort daarvoor verkocht was. Verderop lag de branderij van Leonard van Aubel en het bedrijventerrein van Nicolaas Bosch, waarover hieronder meer. In het noordwestelijk deel van de straat lag de branderij van Louisa Spross. Ook waren er enkele landbouwbedrijven gevestigd.
Een van de meest dynamische bedrijven in de straat was brouwerij De Keyzer. Deze kwam voort uit een in 1758 opgerichte brouwerij aan de Rechtstraat 61 (huidige nummering), waarvan het achterterrein grensde aan de Wycker Grachtstraat. De brouwerij kwam in 1827 in handen van Nicolaas Antoon Bosch (1797-1857), die zich ontpopte als een energiek ondernemer. Zo breidde hij de jeneverstokerij uit en begon hij in 1844 met de fabricage van azijn. In 1835 richtte hij, samen met Wijnand Nicolaas Clermont (1802-1879), een zoutziederij annex zeepfabriek aan de Hoogbrugstraat op. Nadat Clermont in 1851 met een andere zakenpartner een aardewerkfabriek was begonnen (de latere Société Céramique), besloot Bosch een jaar later hetzelfde te doen. Het is niet duidelijk waar de aardewerkfabriek N.A. Bosch gevestigd was. Sommige bronnen noemen het brouwerijterrein aan de Wycker Grachtstraat; andere een terrein aan de Bourgognestraat. Mogelijk maakte het daar gelegen kruitmagazijn, dat Bosch van het Maastrichtse garnizoen in beheer had, deel uit van de fabriek. Na de dood van Bosch ging het bergafwaarts met de aardewerkfabriek en in 1866 werd de productie gestaakt. De brouwerij werd door zijn kinderen voortgezet onder de naam N.A. Bosch v/h De Keyzer. Rond 1870 werd aan de Wycker Grachtstraat de nog bestaande vloermouterij gebouwd. In de jaren 1882-1884 werd de gehele bedrijfsinventaris vernieuwd en ging men over op stoomkracht. De brouwerij was toen de grootste van de stad.

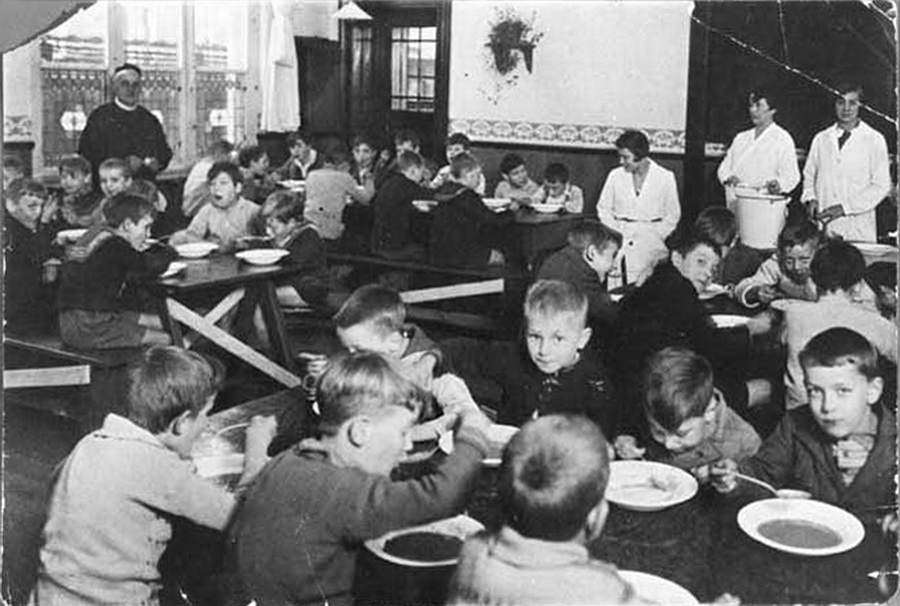
Soepbedeling aan leerlingen van de Sint-Josephschool, ca. 1935

In 1871 richtten de franciscanessen van Heythuysen, die sinds 1863 gevestigd waren aan de Rechtstraat, een school voor arme meisjes op aan de Wycker Grachtstraat. Deze Sint-Josephschool, een zogenaamde B-school, lag in het noordelijk deel van de straat, op een perceel grenzend aan de Lage Barakken. Ze is te zien op een panoramafoto van Wyck door Theodor Weijnen uit circa 1882. Aan de kant van de Lage Barakken bouwden de broeders van de Beyart in 1908 een jongensschool. Vier jaar later kwam het tot een ruil, waarbij de Sint-Josephschool werd overgenomen door de broeders, en de zusters een school aan de Rechtstraat (en/of aan de westzijde van de Wycker Grachtstraat) van de broeders overnamen. In elk geval waren in 1913 in dit gebied zes katholieke lagere scholen gevestigd, drie voor jongens en drie voor meisjes, sommige voor kinderen van welgestelden, andere voor kinderen uit de midden- of lagere klasse.
Van 1882 tot 1892 vond de verbreding en rechttrekking van de Wycker Brugstraat plaats, en de aanleg van de aansluitende Stationsstraat, naar plannen van de stadsingenieur W.J. Brender à Brandis. Vanwege de noodzakelijke doorbraak door de bestaande bebouwing van Wyck heen, werden beide straten daarna aangeduid als "de Percée". Hierna kwam de woningbouw in dit deel van Wyck goed op gang. Een van de eerste gebouwen die gereed kwamen was de Victoria Taverne (J.W. Blijenburg, 1888) op de noordwestelijke hoek van de Wycker Brugstraat en de Wycker Grachtstraat. Ook op de andere afgeschuinde hoeken van de Percée verrezen indrukwekkende gebouwen. Een bijzondere nieuwkomer op de noordwesthoek was in 1932 het warenhuis Maussen, gebouwd in de strakke stijl van de nieuwe zakelijkheid. Elders in de Wycker Grachtstraat, met name in het noordelijk deel, werden voornamelijk huizen voor de middenklasse gebouwd. In het zuidelijk deel, gelegen in het armere Wyck-zuid en waar ook de meeste bedrijfspanden lagen, verrezen ook enkele 'huurkazernes' voor arbeidersgezinnen.
Omdat grote delen van Wyck in het winterbed van de Maas lagen, deden zich geregeld overstromingen voor, zoals op een foto uit 1926 is te zien. Door de kanalisatie van de rivier en de demping van de Oude Maasarm in het Wyckerveld gedurende de werkverschaffing in de jaren 1930, is in het centrum van de stad de kans op hoogwater aanzienlijk afgenomen.

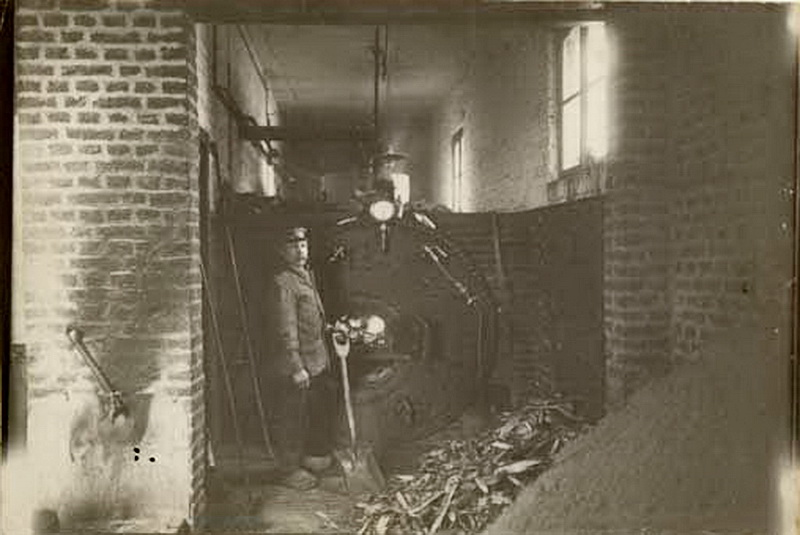
Een stoker in het ketelhuis van stoombierbrouwerij De Keyzer, ca. 1900
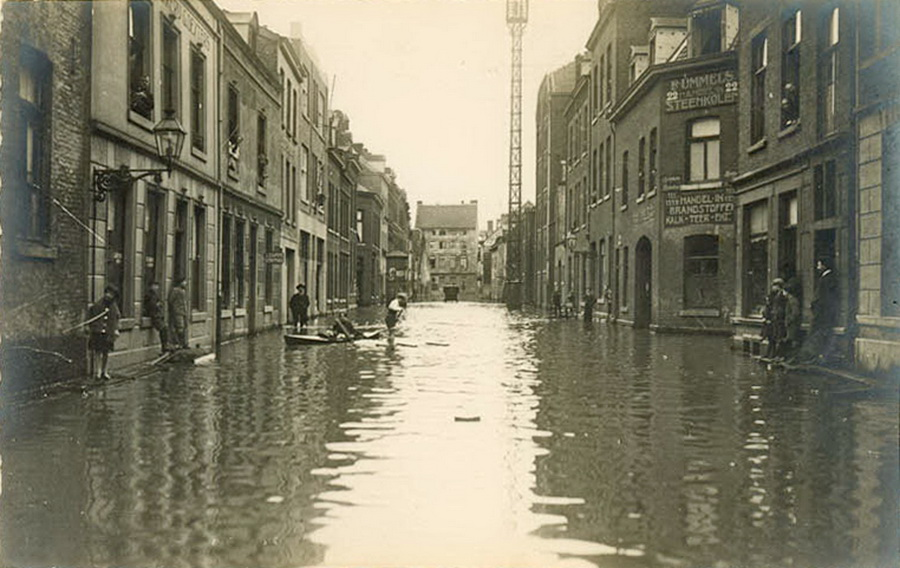
Hoogwater nabij de hoek Kattenstraat, gezien naar het zuiden, 1926
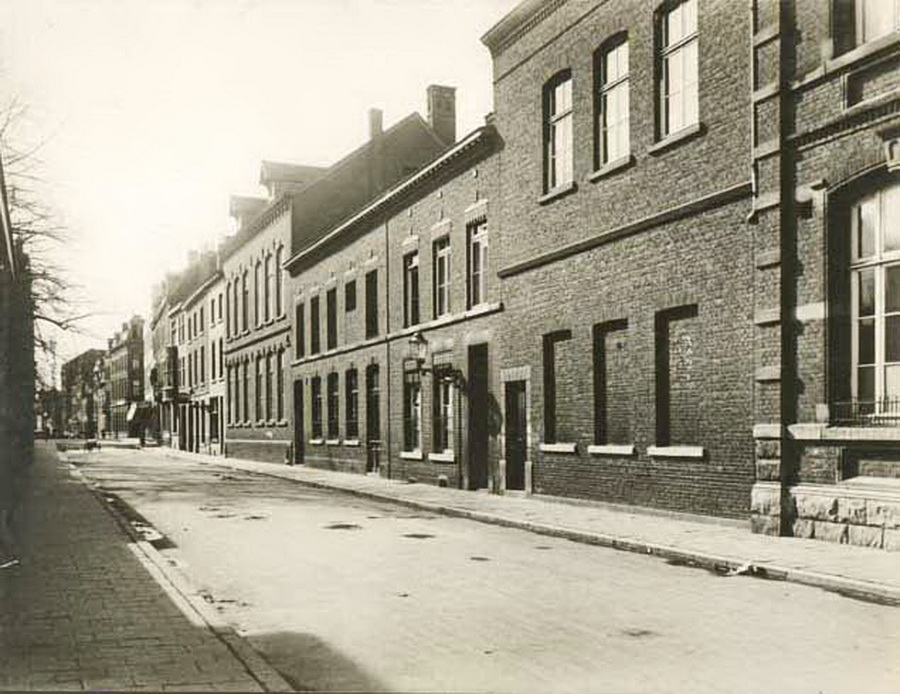
Wycker Grachtstraat, even nummers, vanaf de Sint Maartenslaan, ca. 1930
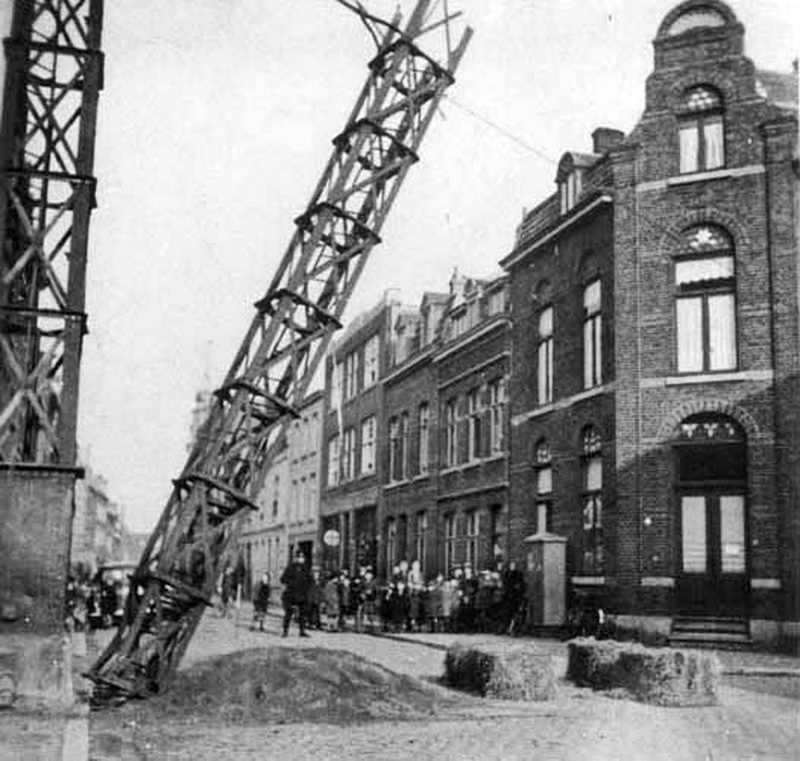
Sloop van een telegraafmast, hoek Bourgognestraat, gezien naar het noorden, 1939

### Latere ontwikkelingen
De Tweede Wereldoorlog liet ook in de Wycker Grachtstraat sporen achter. Op de hoek van de Hoogbrugstraat sloeg op 11 mei 1940 een geallieerde bom in, die waarschijnlijk bedoeld was voor de door de Duitsers aangelegde noodbrug tegenover de Ruiterij. Het pand werd geheel verwoest. Op de hoek van de Wycker Brugstraat werd de Victoria Taverne door de Duitse bezetters bestemd tot Wehrmachtsheim. Op de dag van de bevrijding van Maastricht ontplofte hier een door de Duitsers in een piano achtergelaten boobytrap, waarbij twee Amerikaanse militairen om het leven kwamen. Een in de Sint-Aloysiusschool geplaatste tijdbom maakte geen slachtoffers.

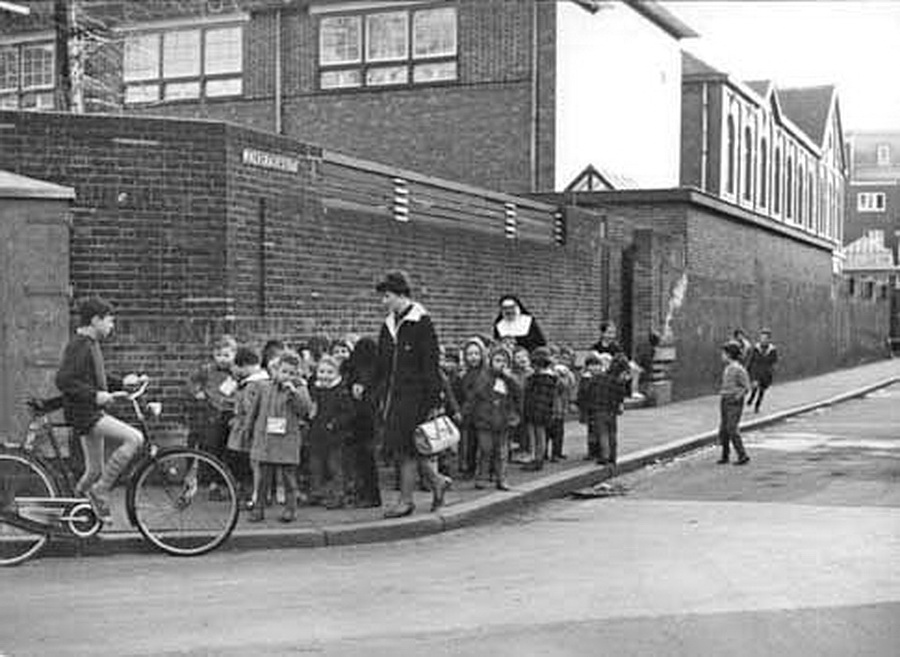
Kleuterklas op de hoek met de Sint Maartenslaan, 1961. Links de Sint-Aloysiusschool, rechts de Sint-Josephschool

De negentiende-eeuwse stokerijen waren al voor de oorlog verdwenen. In 1970 werd de productie gestaakt bij bierbrouwerij N.A. Bosch / De Keyzer. Het nog gave brouwerijcomplex is bewaard gebleven en wordt vanaf 2000 beheerd door een stichting, die de gebouwen restaureerde en openstelde voor het publiek. In 1981 sloot, vanwege het ontbreken van een opvolger, het warenhuis van de familie Maussen. Het monumentale hoofdgebouw op de hoek van de Wycker Brugstraat bleef behouden. Twee aangrenzende panden aan de Wycker Grachtstraat werden in 1987 afgebroken.
Door de toegenomen secularisatie en de teruglopende bevolkingsgroei verdwenen in de jaren 1970/80 de meeste katholieke scholen in Wyck. In 1987 werden in het noordoostelijk deel van de straat de voormalige jongensscholen van de broeders van de Beyart gesloopt. Op het terrein tussen Lage Barakken en Wycker Grachtstraat kwam een half-ondergrondse parkeergarage voor 125 auto's en een appartementengebouw met 77 huurwoningen, dat in 1989 werd opgeleverd.
In 1982 ging de stadsvernieuwing van start op het terrein tussen de Wycker Grachtstraat, de Bourgognestraat, de Lage Barakken en de Hoogbrugstraat, destijds "Stadsvernieuwingsplan Wyck C-2" genoemd. Na de sloop van een aantal panden aan de Wycker Grachtstraat, de Bourgognestraat en op de achterliggende terreinen, werden hier 200 zogenaamde woningwetwoningen gebouwd boven een parkeergarage voor 226 auto's. Door de half verdiept aangelegde parkeergarage ligt de openbare ruimte verhoogd ten opzichte van de omgeving. Het centrale plein en de toegangsstraten zijn autovrij ingericht. Het project kreeg in 1986 de naam Bourgogneplein.
Voor het 'Palace-terrein', dat een groot deel van het bouwblok tussen Wycker Grachtstraat, Wycker Brugstraat, Lage Barakken en Bourgognestraat omvat, worden al sinds 1995 plannen gemaakt. In 2008 werd bekend dat een projectontwikkelaar belangstelling had om hier een hotel met 97 kamers, vijf woningblokken met 54 studio's, acht stadsvilla's en een parkeergarage voor 170 auto's te bouwen, naar een ontwerp van Wiel Arets. Aan de Wycker Grachtstraat zouden enkele panden gesloopt moeten worden. Naast het bewaard gebleven bouwdeel van het Annunciatenklooster is een voetgangerspassage gepland. In 2019 werd een bijgestelde versie van de plannen met onder andere een luxehotel van 137 kamers gepresenteerd. Anno 2021 is van de plannen, waartegen vanuit de buurt veel verzet is, nog niets gerealiseerd.

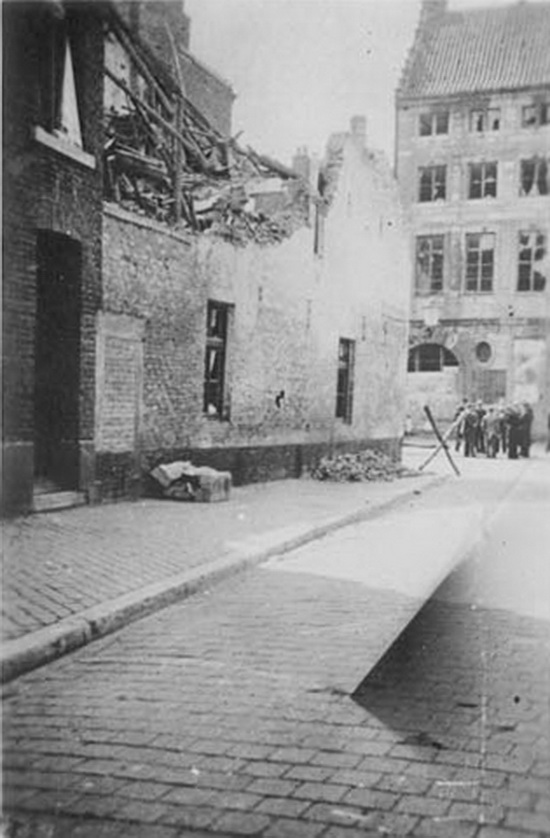
Hoekhuis Hoogbrugstraat, verwoest bij een luchtaanval, mei 1940
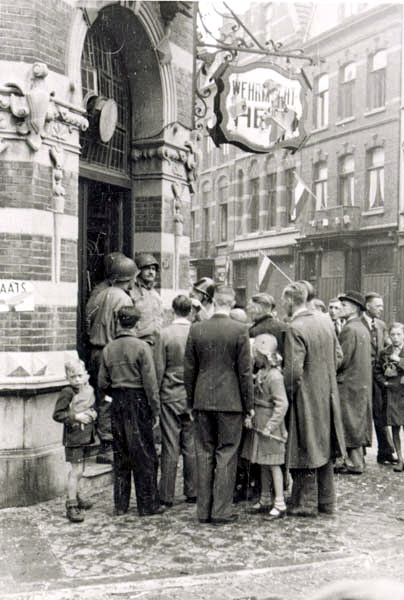
Nieuwsgierigen bij Café Victoria, na de ontploffing van een boobytrap, sept. 1944
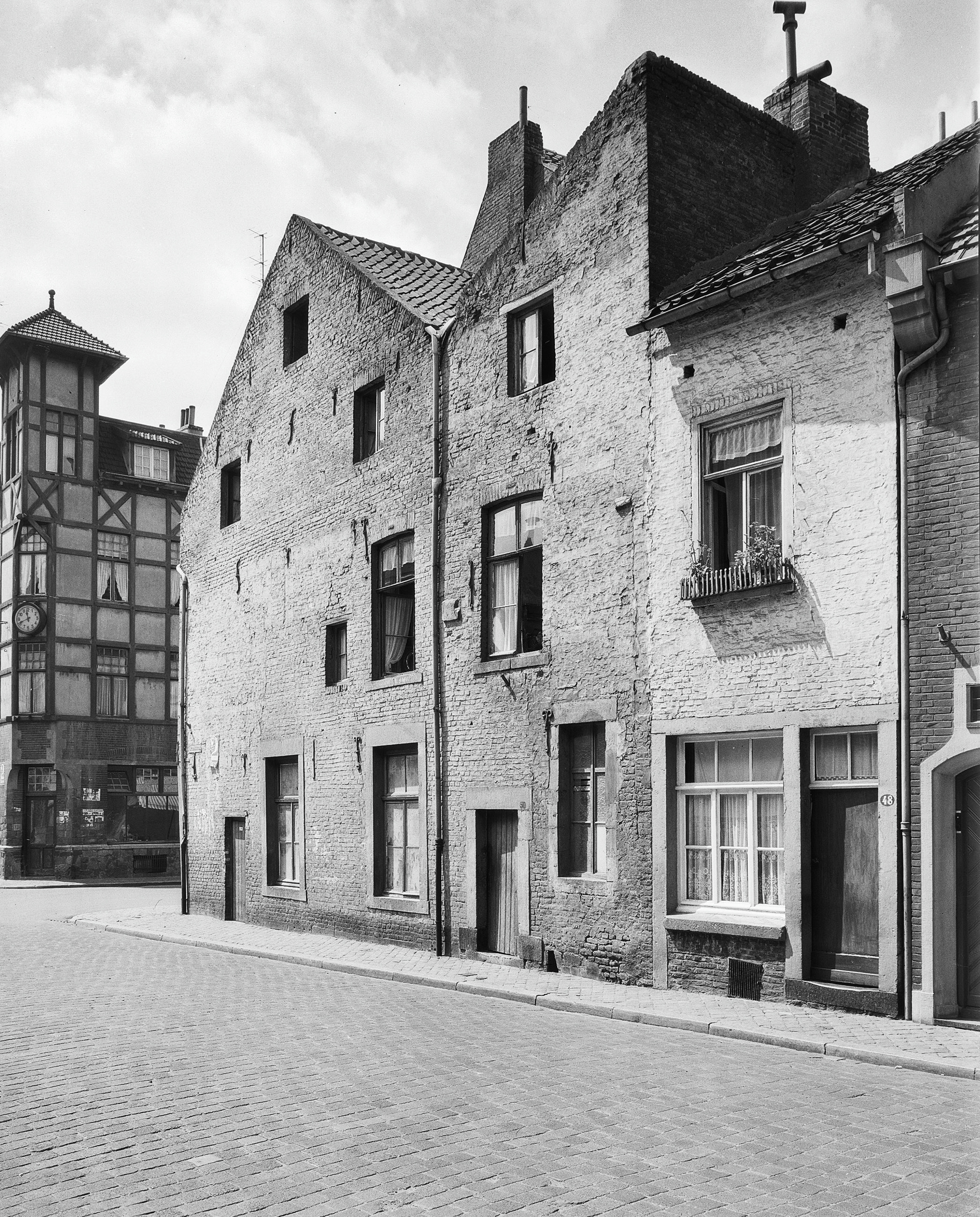
Hoek Hoogbrugstraat, 1957
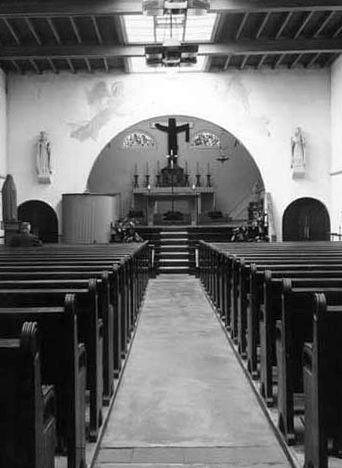
Interieur Sint-Gerarduskerk, gezicht naar het koor, 1961

## Architectuur
De bebouwing aan de Wycker Grachtstraat varieert van geschakelde herenhuizen uit het fin-de-siècle tot moderne appartementengebouwen uit de late twintigste eeuw. De meeste huizen dateren uit de late negentiende, of begin twintigste eeuw en zijn gebouwd in traditioneel-eclectische stijlen, beantwoordend aan de smaak van de Maastrichtse middenklasse uit die tijd. Negen panden zijn rijksmonumenten en 23 objecten (bestaande uit 20 panden, drie gebouwdelen en twee sculpturen) zijn gemeentelijke monumenten. Vrijwel alle huizen zijn opgetrokken in rode of bruine baksteen, vaak met horizontale banden en lijsten van natuursteen, kunststeen of stucwerk, soms ook met verticale pilasters of lisenen, in veel gevallen met rond- of segmentbogige versieringen boven de vensters. Enkele huizen hebben balkons met gebeeldhouwde consoles en smeedijzeren balkonhekjes.
In onderstaand overzicht is de Wycker Grachtstraat opgedeeld in drie segmenten.

### Tussen Sint Maartenslaan en Wycker Brugstraat
Een groot deel van de bebouwing in dit deel van de straat is eind twintigste eeuw vervangen door nieuwbouw. Aan de westzijde bevinden zich onder andere een complex studentenwoningen (gebouwd als FIOM-opvanghuis) en een vestiging van het Kindcentrum Wyck, beide ontworpen door Harry Gulikers. Meer naar het zuiden ligt een vijftal oudere panden, waarvan het dubbele woonhuis op nr. 10a-b wellicht het interessantst is. Het eclectische pand uit 1894 bestaat uit drie bouwlagen onder een mansardedak met twee neoclassicistische dakkapellen. Beide gevels hebben een gepleisterde en gebosseerde plint met daarboven een strook pleisterwerk in blokmotief. Daarboven zijn de gevels opgetrokken in rode baksteen, waarbij het lichtere voegwerk van het linker pand opvalt. De gevelopeningen hebben een getoogde omlijsting van pleisterwerk, die verschilt per pand. Bij het rechterpand worden de omlijstingen bekroond door siertegelwerk met diamantkopvormige hoeksteentjes; bij het linkerpand bevindt zich aan de bovenzijde een gestuct paneel met decoratieve hoeksteentjes. Beide panden hebben op de eerste verdieping een balkon op decoratieve kunststenen consoles en met een smeedijzeren balkonhekjes.
De oostelijke straatwand wordt grotendeels in beslag genomen door de circa 80 m lange gevel van de Sint-Maartensresidentie, een V-vormig appartementencomplex waarvan de smalle kopgevel aan de Sint Maartenslaan ligt en een tweede lange gevel aan de Lage Barakken. De naam van het gebouw herinnert aan de Sint-Martinusschool, die met andere bebouwing op deze locatie heeft gestaan. Met zijn betonnen portiekzuilen en frontonvormige dakopbouwen vertoont het kenmerken van het postmodernisme. De 850 m² grote daktuin op het binnenterrein, aangelegd op het dak van de half verzonken parkeergarage, was bij de oplevering in 1989 een novum voor Limburg. Tussen dit grootschalige gebouw en de hoek van de Wycker Brugstraat ligt een iets kleinschaliger appartementengebouw uit de jaren 1990 met baksteengevels in een weinig uitgesproken architectuur.
Het hoekpand, dat vroeger bekend stond als Café Victoria of Victoria Taverne, is in 1888 gebouwd naar een ontwerp van architect J.W. Blijenburg in opdracht van de bierbrouwer C. Marres. Het is een eclectisch gebouw van rode baksteen met uitbundig stucwerk van onder andere leeuwenkoppen, wijndruiven, wijnbekers en diamantkoppen. De hoofdingang bevindt zich in de afgeschuinde hoekpartij, waarboven zich een erker over twee verdiepingen uitstrekt, die uitloopt in een uivormige toren, bekroond met een lantaarn. Het geveldeel aan de Wycker Grachtstraat telt twee vensterassen met rondbogige vensters in de eerste en derde bouwlaag, en segmentbogige in de tussenliggende laag. De kroonlijst bevat decoratief tegelwerk.
Op de andere hoek met de Wycker Brugstraat ligt het grote winkelpand van de firma Maussen, dat in 1931 tot stand kwam naar een ontwerp van architect Jos Joosten. Het voormalige warenhuis is een van de weinige voorbeelden van nieuwe zakelijkheid in Maastricht. Het pand bestaat uit vier bouwlagen, waarvan de begane grond met zijn afgeschuinde hoek en kunststof kozijnen het minst authentiek is. De betonnen luifel is wel oorspronkelijk en heeft, evenals de bovengelegen verdiepingen, een afgeronde hoek. De vierde bouwlaag wijkt iets terug, waardoor hier ruimte is voor een doorlopend balkon.

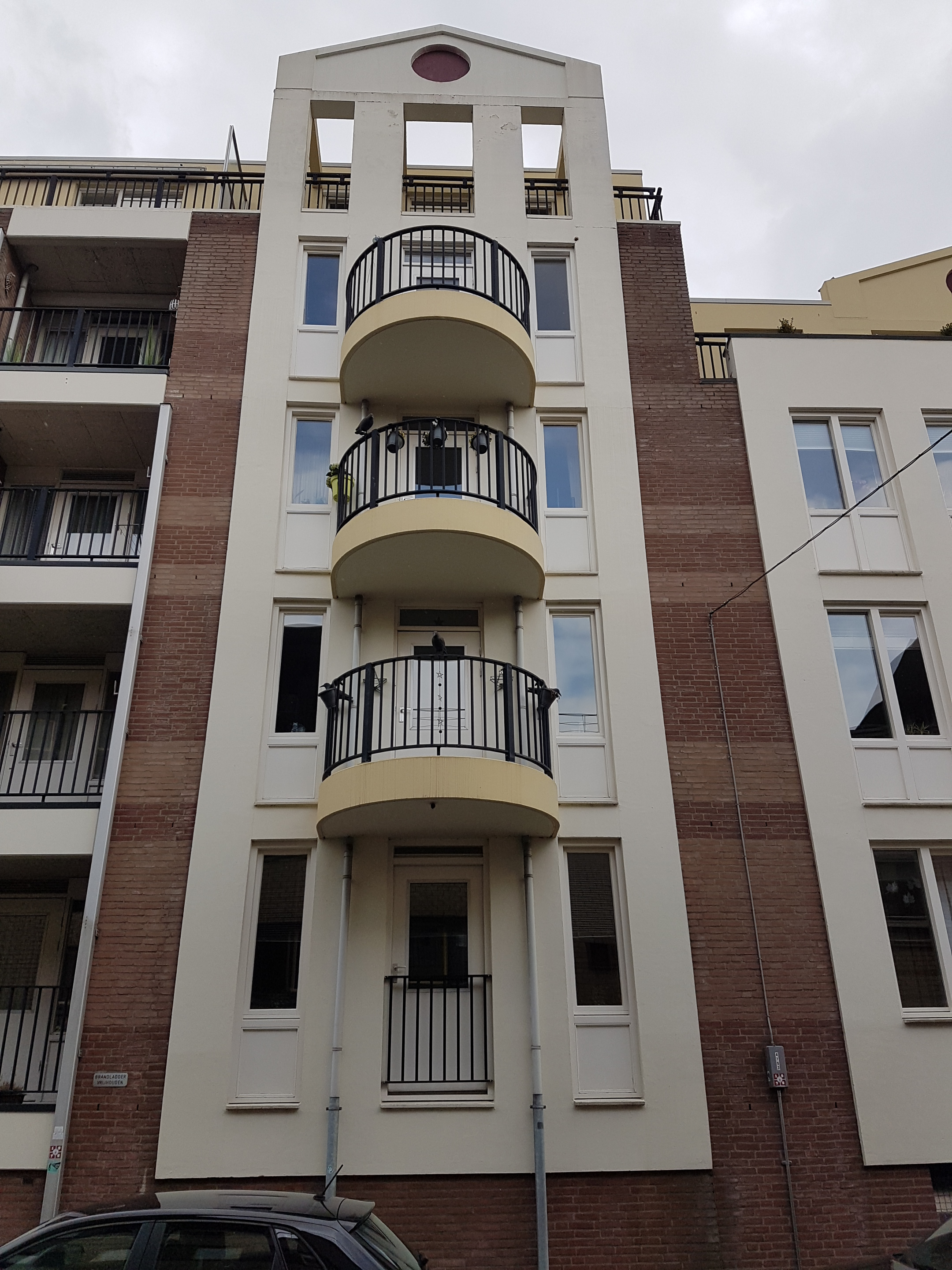
Geveldetail Sint-Maartensresidentie
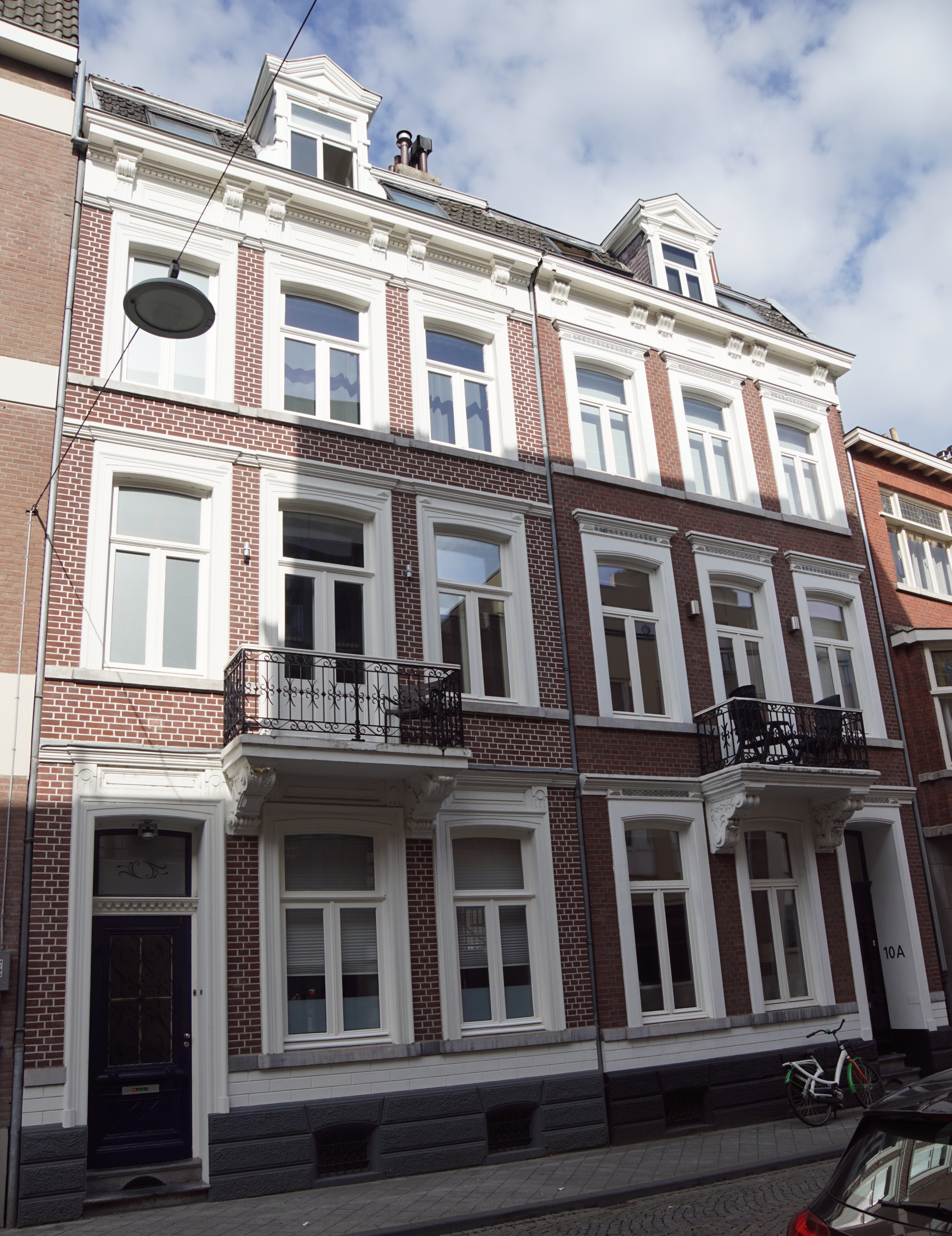
Nrs. 10a en b
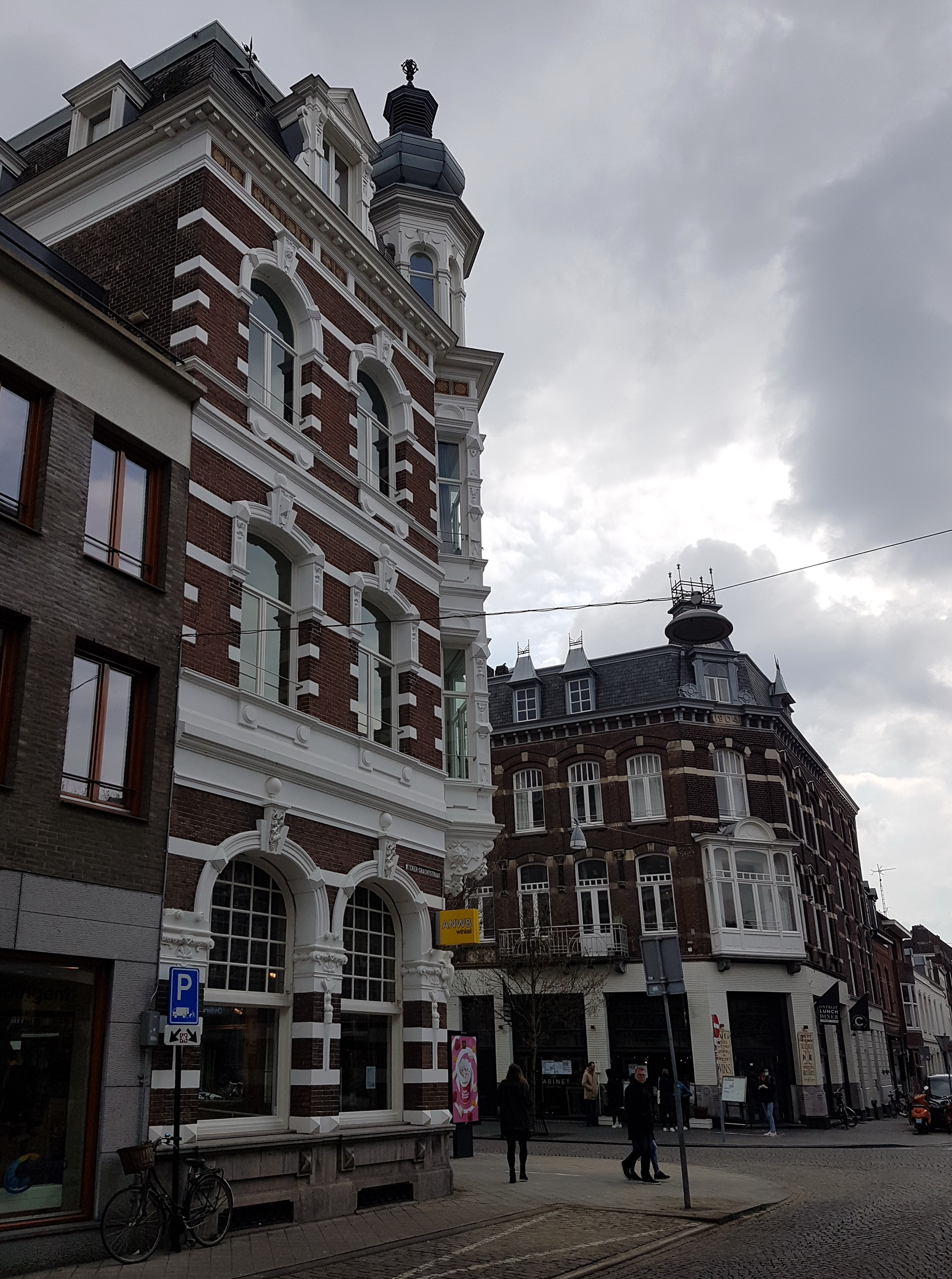
Vm. Victoria Taverne (links) en Wycker Brugstraat 29
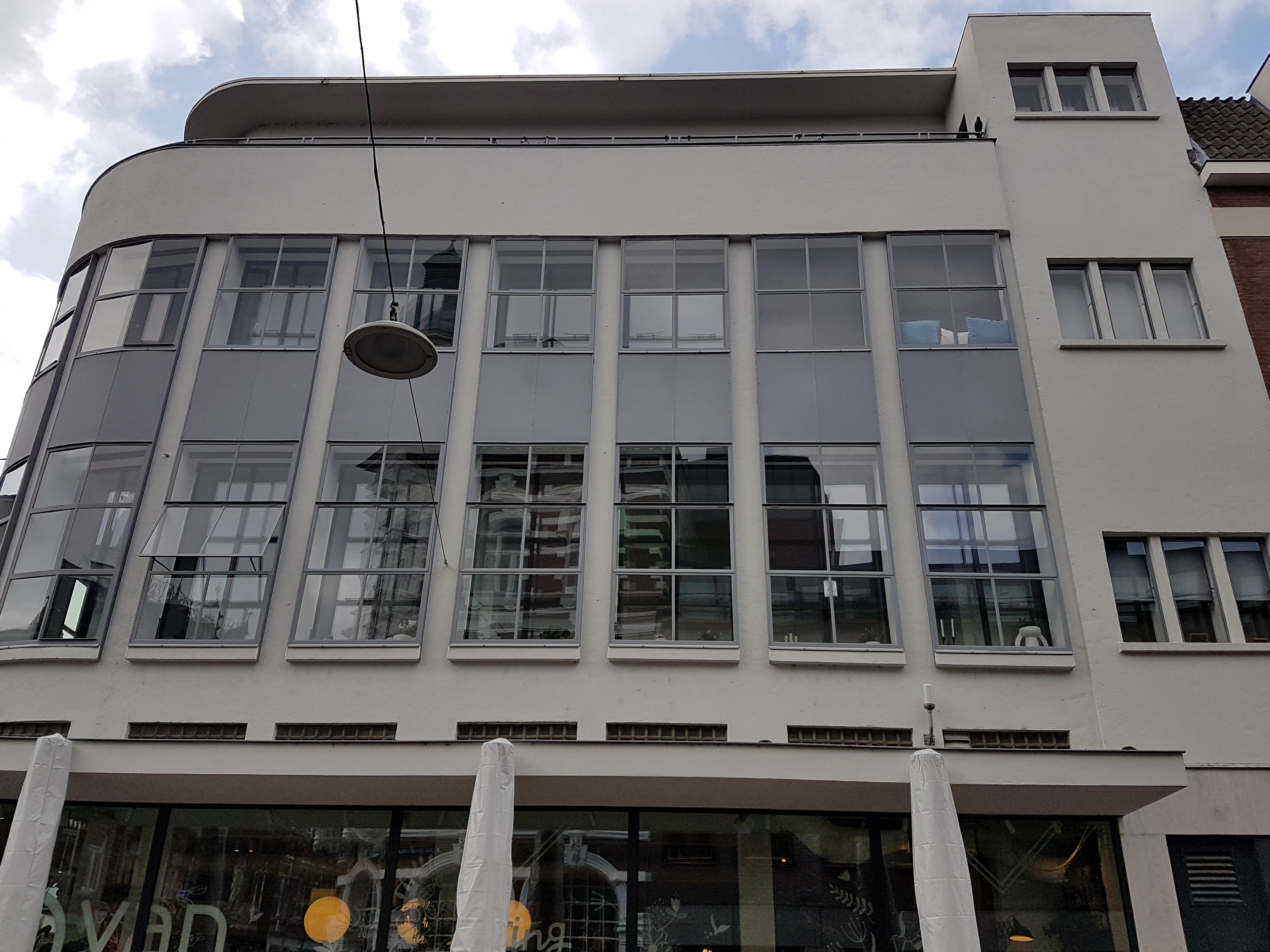
Vm. warenhuis Maussen, gevel Wycker Grachtstraat

### Tussen Wycker Brugstraat en Bourgognestraat

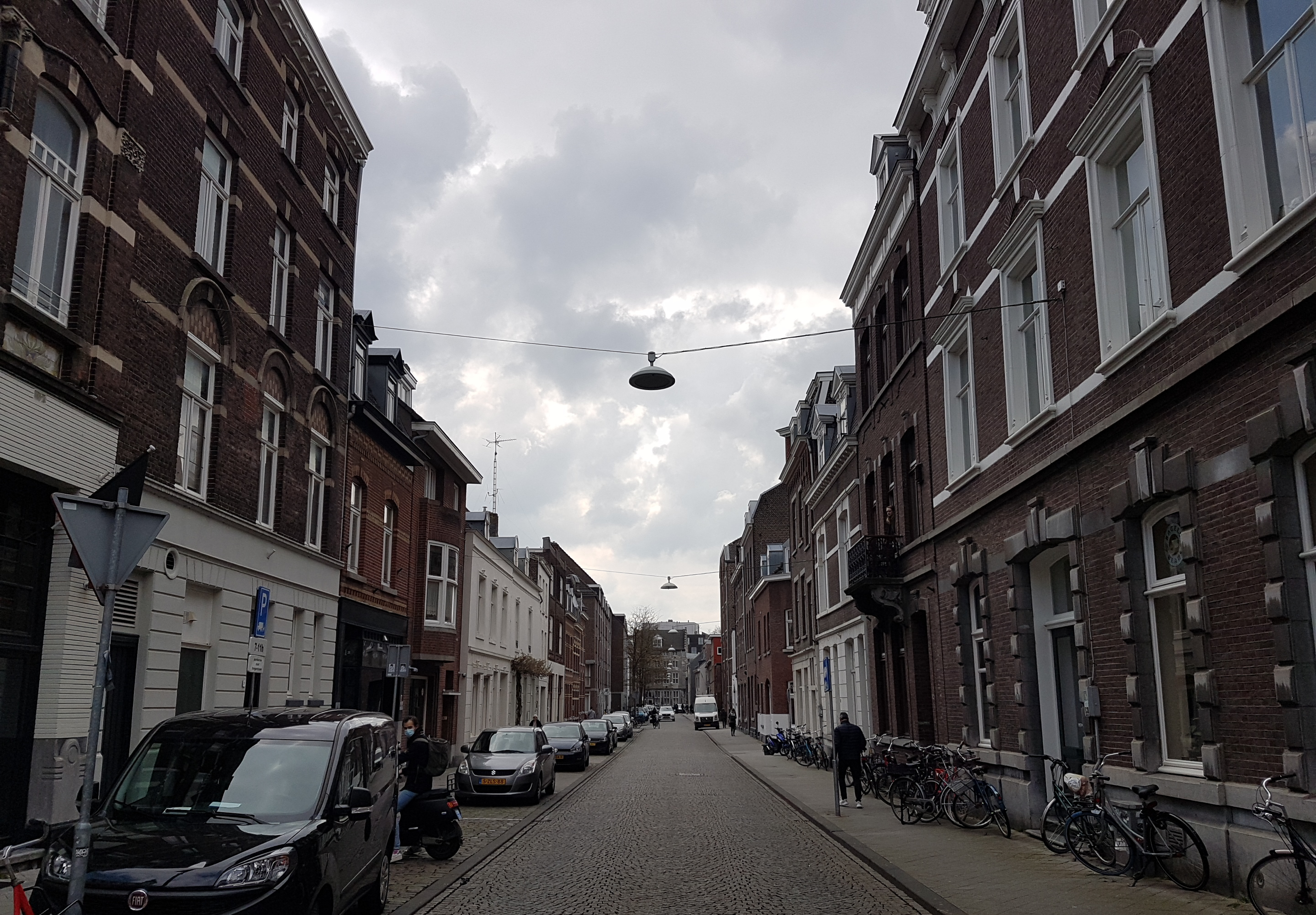
Gezicht op de Wycker Grachtstraat vanaf de Wycker Brugstraat naar het zuiden

Het café-woonhuis Wycker Brugstraat 29 (afbeelding hierboven) is een eclectisch hoekpand uit 1904, opgetrokken in roodbruine baksteen met zandstenen banden en andere versieringen. Aan de kant van de Wycker Grachtstraat grenzen drie traveeën (plus de afgeschuinde hoektravee). Het pand heeft een plat dak met schuine dakschilden, waarin dakkapellen met hoge zinken schilddakjes zijn geplaatst; in de hoektravee wijkt de vormgeving af. Deze laatste wordt gemarkeerd door een brede houten erker op de eerste verdieping en een hoog opgaand dak met smeedijzeren hekwerk. De cafépui op de begane grond is omstreeks 1937 vernieuwd, waarbij onder andere glas-in-loodvensters zijn aangebracht; de tussenliggende geveldelen zijn wit geschilderd.
Op de andere hoek van Wycker Brugstraat (nr. 31) en Wycker Grachtstraat (nr. 12) ligt een eclectisch winkel-woonhuis uit 1891. Dit grote pand telt aan de kant van de Wycker Grachtstraat vijf traveeën, de hoektravee niet meegerekend. De bakstenen gevel wordt verlevendigd door het gebruik van hardsteen op de begane grond, en kunststeen en sierstucwerk op de bovenliggende verdiepingen. Opvallend zijn de gestucte panelen tussen sierlijke consoles boven de vensters van de tweede verdieping; op de hoek valt dit paneel extra op door sierstucwerk van bloemtakken, banderollen en de letters "ARW". Een verdieping lager in de hoektravee is een driehoekig fronton aangebracht boven dubbele balkondeuren. Het fronton is gevuld met sierstucwerk van wijnranken en een siervaas. Het balkon is voorzien van een smeedijzeren hekje. Daaronder bevindt zich de gemoderniseerde entree.
Aansluitend liggen aan beide zijden van de straat diverse woonhuizen, deels gemeentemonumenten, die in hun grote diversiteit karakteristiek zijn voor deze straat. Bijzondere elementen zijn het siermetselwerk in contrasterende kleuren, felrood bij nr. 18 (hoek Kattenstraat) en geel bij nrs. 3a en 15. Speciale aandacht verdient het dubbelpand Wycker Grachtstraat 7-9. Hoewel de wit gestucte gevels uit circa 1880 dateren, zijn deze huizen, als enige restanten van het voormalige Annunciatenklooster, aanzienlijk ouder, mogelijk uit 1615. Aan de achterzijde van nr. 9 is nog een oude traptoren in Maaslandse renaissancestijl te zien. Aan de voorzijde van dit pand is in 1953 een reliëf aangebracht met een voorstelling van Onze-Lieve-Vrouw van Scherpenheuvel, die in de voormalige kloosterkapel werd vereerd.
Het winkelwoonhuis op de hoek van de Bourgognestraat (nr. 72) wordt aldaar beschreven.

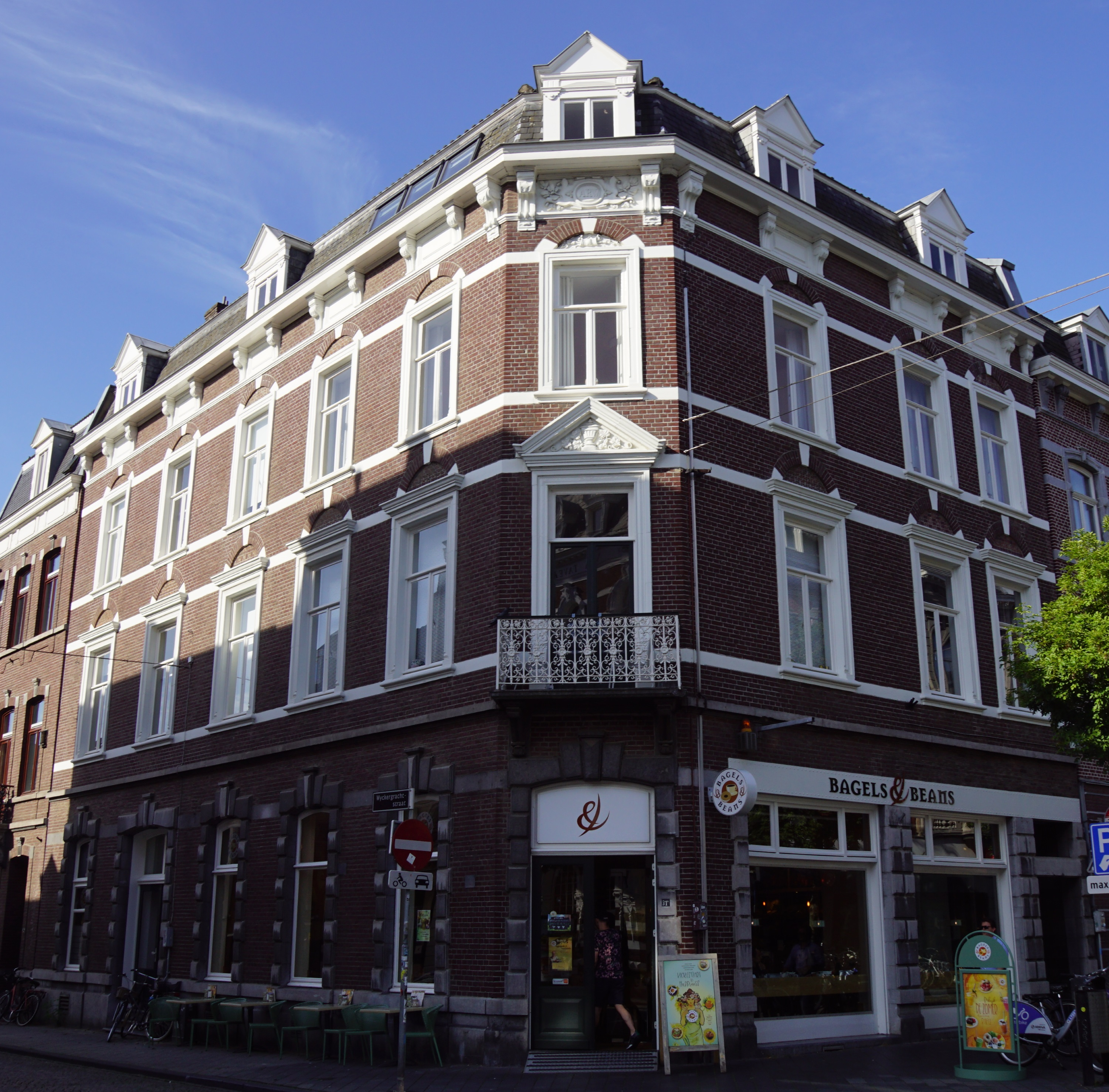
Nr. 12, hoek Wycker Brugstraat
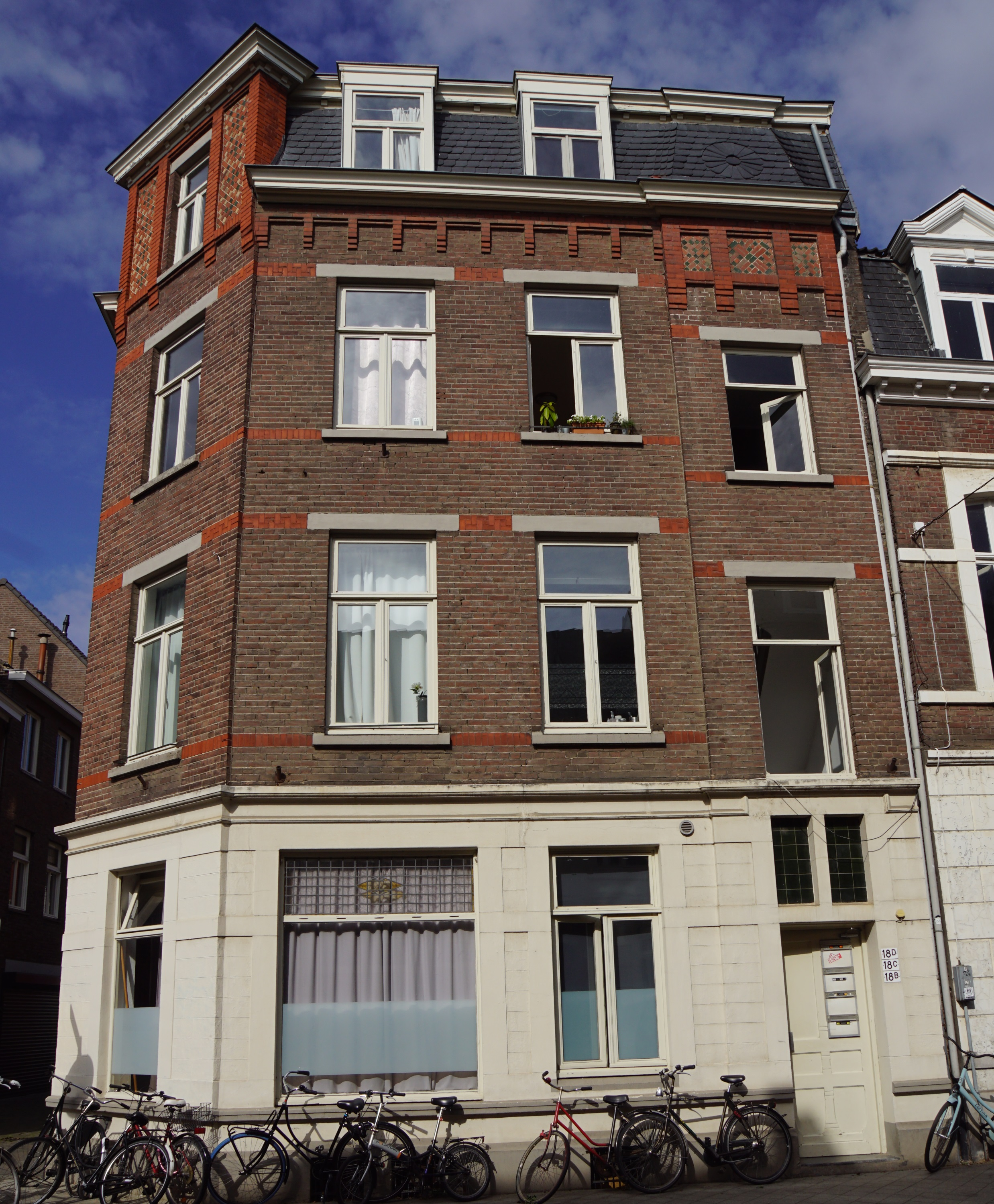
Nr. 18, hoek Kattenstraat
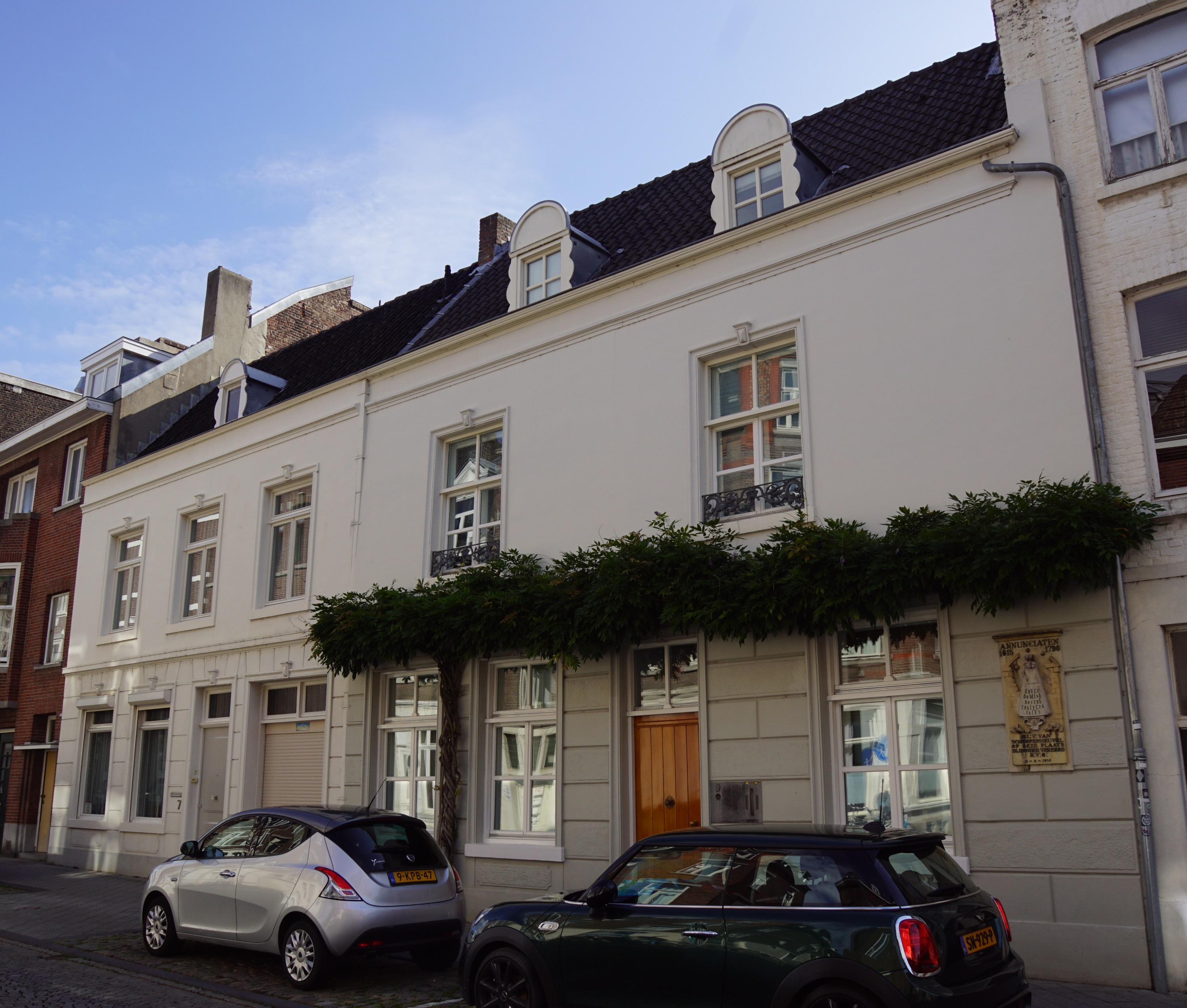
Nrs. 7-9, overblijfsels van het Annunciatenklooster
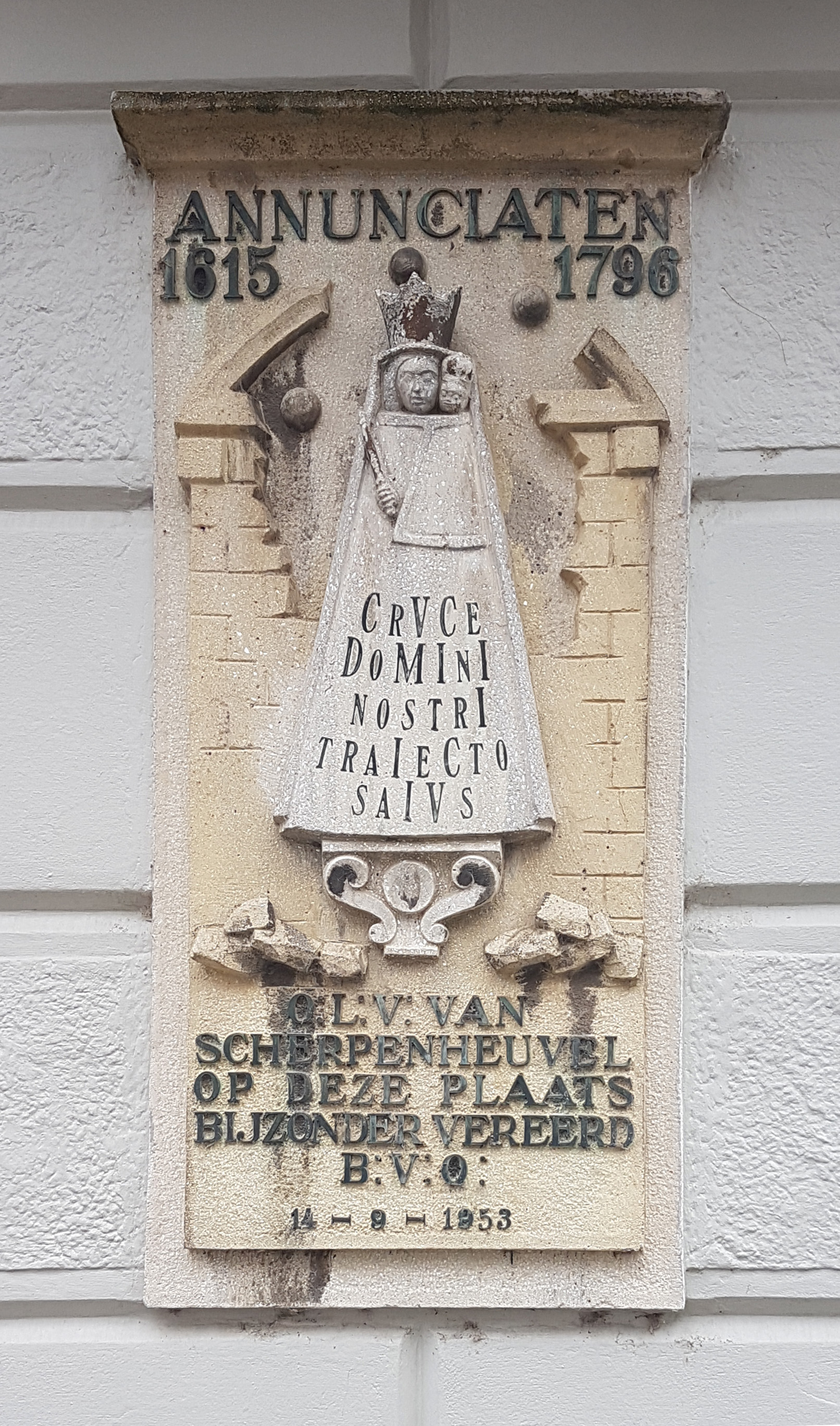
Reliëf Onze-Lieve-Vrouw van Scherpenheuvel

### Tussen Bourgognestraat en Hoogbrugstraat
Dominant aanwezig, door zijn hoogte en ligging in de as van de Bourgognestraat, is het gebouwencomplex van Stoombierbrouwerij De Keyzer uit circa 1870 (Wycker Grachtstraat 26-28). De voormalige vloermouterij telt vijf bouwlagen en wordt gedekt door een wolfsdak. De donkere baksteengevel wordt verlevendigd door gemetselde lisenen, een trapsgewijs uitgemetselde fries, paarsgewijs geplaatste rondboogvensters, enkele oculusvensters en een grote rondboogpoort op de begane grond. Ook de aan de zuidzijde grenzende bouwdelen, die slechts twee of drie bouwlagen tellen en waarvan de rooilijn iets terugwijkt, bezitten elk een grote poort. Het gehele brouwerijcomplex bestaande uit een tiental gebouwen vormt een rijksmonument. De oudere brouwerswoning bevindt zich aan de Rechtstraat 61 en is eveneens een rijksmonument.
Aansluitend aan de brouwerij bevinden zich twee panden uit de jaren 1930, beide opgetrokken in gele baksteen. Het rechterpand bestaat uit een complex studentenwoningen; het linkerpand deed tot 1979 dienst als entreegebouw van de Sint-Gerarduskerk. Boven de drie rondbogige ingangen bevindt zich een breed, min of meer doorlopend glas-in-loodraam. De middelste ingang is ingericht als devotiekapel. Zowel het gebouw zelf, als het Sint-Gerardusbeeldje boven de kapel en het keramisch reliëf in de kapel, zijn gemeentelijke monumenten.
Verder naar het zuiden ligt een rijtje woon- en bedrijfspanden, waarvan de rooilijn niet gelijkgetrokken is en die qua architectuur zeer verschillend zijn. Zes panden zijn rijksmonumenten (nrs. 34, 38, 40, 48, 50 en Hoogbrugstraat 64). De gevelopeningen van de oudere huizen zijn omlijst met Naamse steen. Boven de deur van nr. 40 staat op de deuromlijsting de tekst "17 INT BLAUW HUYS 67". Nr. 38 heeft een smalle gevel die vrijwel geheel in beslag wordt genomen door een poort met hardstenen omlijsting, volgens het jaartal op de sluitsteen uit 1773. De poort gaf ooit toegang tot het achtererf van een deftig koopmanshuis, het Huis Rouffaer aan de Hoogbrugstraat 72. Ook het naastgelegen pand op nr. 40 behoorde tot het bezit van de familie Rouffaer. De deels oorspronkelijke gevel heeft twee jaarstenen, die samen het jaartal 1752 vormen. De pui is van later datum. De laatste twee panden in het rijtje, inclusief de zijgevel van het hoekhuis, zijn zeventiende-eeuws, maar door de egaal witte verflaag is het contrast tussen de mergelstenen banden en de bakstenen geveldelen vrijwel teniet gedaan.
De oostelijke straatwand in dit deel van de Wycker Grachtstraat is begin jaren 1980 voor een groot deel vernieuwd bij de realisering van het plan Wyck C-2 (Bourgogneplein). De voor die tijd typerende bouwstijl biedt weinig verrassingen. Door het gebruik van baksteen, de deels afgeschuinde hoek met de Bourgognestraat en het laten verspringen van de rooilijn en de hoogte van de gevels, is getracht aansluiting te vinden bij de bestaande bebouwing. Enkele hierop aansluitende panden (nrs. 33 t/m 37, 41) zijn typische voorbeelden van laatnegentiende-eeuwse woonkazernes, waarvan er in Maastricht weinig bewaard zijn gebleven. Ingeklemd tussen deze vrij sombere baksteengevels ligt een rijksmonument, een laatzeventiende-eeuws huisje van veldbrandsteen met banden van Limburgse mergel en vensteromlijstingen van Naamse steen. De straatwand wordt afgesloten door het hoekpand Wycker Grachtstraat 43bcd/Hoogbrugstraat 62, dat in mei 1940 bij een luchtbombardement werd verwoest en een jaar later werd herbouwd.

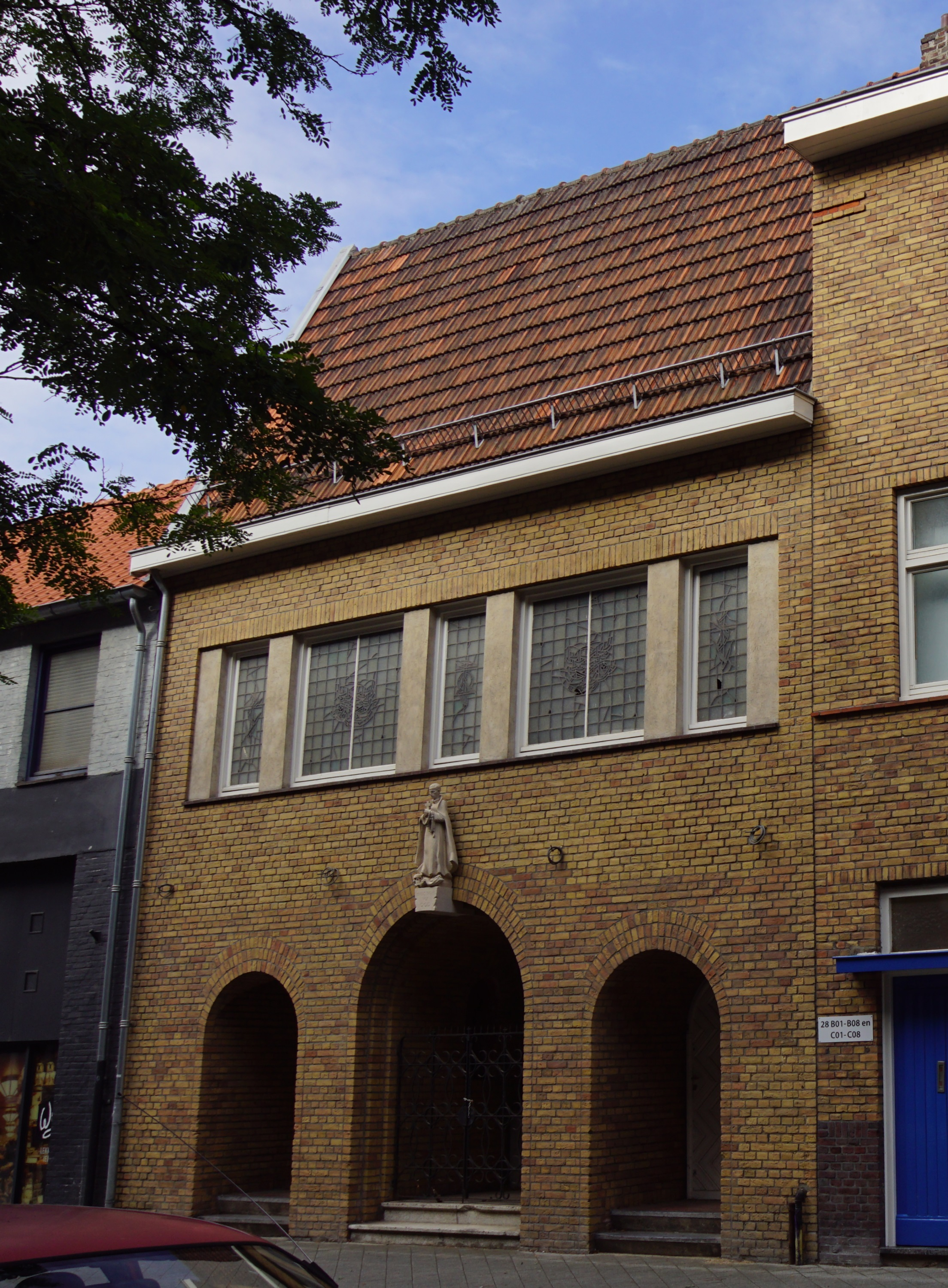
Vm. Sint-Gerarduskerk
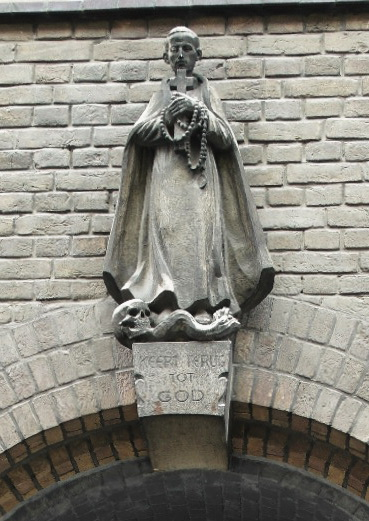
Beeldje Sint-Gerardus
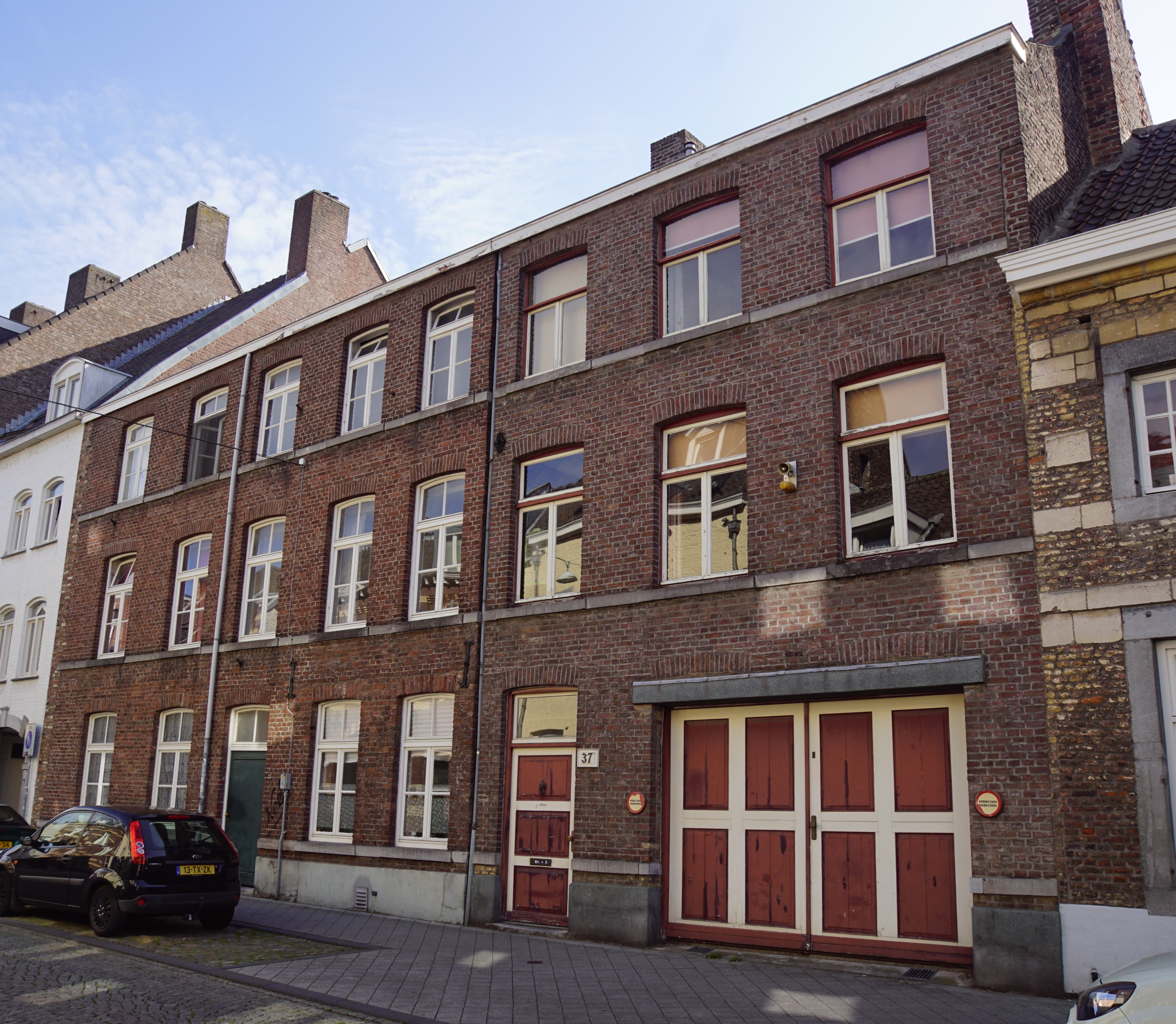
Nrs. 33 t/m 37
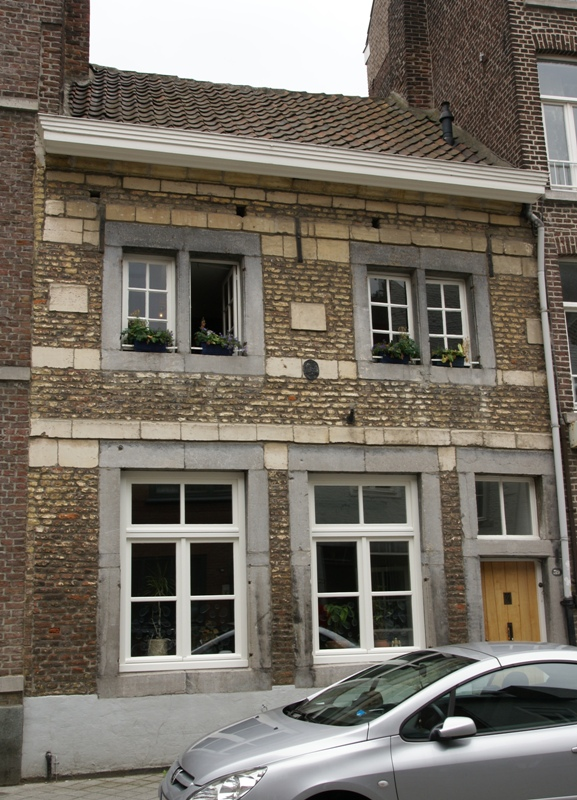
Nr. 39

## Varia
- Op het adres Wycker Grachtstraat 24 is sinds 2022 het restaurant Studio gevestigd, dat sinds 2023 een Michelinster bezit.[40]